# Mistrzostwa Europy w Biegach Przełajowych 1996
3. Mistrzostwa Europy w Biegach Przełajowych – zawody lekkoatletyczne, które odbyły się w mieście Charleroi na zachodzie Belgii w roku 1996.

## Rezultaty

### Mężczyźni

#### Indywidualnie
| Medal  | Zawodnik                         | Rezultat  |
| Złoto  | Jonathan Brown · Wielka Brytania | 32'37 min |
| Srebro | Paulo Guerra · Portugalia        | 33'12 min |
| Brąz   | Mustapha Essaid · Francja        | 33'19 min |

#### Drużynowo
| Medal  | Drużyna    | Rezultat |
| Złoto  | Portugalia | 27 pkt   |
| Srebro | Francja    | 47 pkt   |
| Brąz   | Belgia     | 59 pkt   |

### Kobiety

#### Indywidualnie
| Medal  | Zawodnik                     | Rezultat  |
| Złoto  | Sara Wedlund · Szwecja       | 17'04 min |
| Srebro | Julia Vaquero · Hiszpania    | 14'09 min |
| Brąz   | Annemari Sandell · Finlandia | 17'19 min |

#### Drużynowo
| Medal  | Drużyna         | Rezultat |
| Złoto  | Francja         | 27 pkt   |
| Srebro | Wielka Brytania | 39 pkt   |
| Brąz   | Belgia          | 43 pkt   |